# Бі-Ридж (Флорида)
Бі-Ридж (англ. Bee Ridge) — переписна місцевість (CDP) в США, в окрузі Сарасота штату Флорида. Населення — 9955 осіб (2020).

## Географія
Бі-Ридж розташоване за координатами 27°17′3″ пн. ш. 82°28′23″ зх. д. / 27.28417° пн. ш. 82.47306° зх. д. (27.284300, -82.473077).  За даними Бюро перепису населення США в 2010 році переписна місцевість мала площу 10,08 км², з яких 9,68 км² — суходіл та 0,40 км² — водойми.

## Демографія
Згідно з переписом 2010 року, у переписній місцевості мешкало 9598 осіб у 4518 домогосподарствах у складі 2662 родин. Густота населення становила 952 особи/км².  Було 5043 помешкання (500/км²).
Расовий склад населення:
| - 94,5 % — білих - 1,8 % — азіатів - 1,3 % — чорних або афроамериканців - 0,3 % — корінних американців - 1,0 % — осіб інших рас |

До двох чи більше рас належало 1,1 %. Частка іспаномовних становила 5,4 % від усіх жителів.
За віковим діапазоном населення розподілялося таким чином: 16,3 % — особи молодші 18 років, 51,4 % — особи у віці 18—64 років, 32,3 % — особи у віці 65 років та старші. Медіана віку мешканця становила 53,4 року. На 100 осіб жіночої статі у переписній місцевості припадало 82,1 чоловіків;  на 100 жінок у віці від 18 років та старших — 78,5 чоловіків також старших 18 років.
Середній дохід на одне домашнє господарство  становив 75 044 долари США (медіана — 53 594), а середній дохід на одну сім'ю — 89 828 доларів (медіана — 68 239). Медіана доходів становила 44 714 долари для чоловіків та 44 765 доларів для жінок. За межею бідності перебувало 9,9 % осіб, у тому числі 10,6 % дітей у віці до 18 років та 8,8 % осіб у віці 65 років та старших.
Цивільне працевлаштоване населення становило 4017 осіб. Основні галузі зайнятості: освіта, охорона здоров'я та соціальна допомога — 23,7 %, науковці, спеціалісти, менеджери — 19,0 %, фінанси, страхування та нерухомість — 12,3 %, мистецтво, розваги та відпочинок — 11,7 %.